# Festuca spectabilis
Festuca spectabilis är en gräsart som beskrevs av Jan. Festuca spectabilis ingår i släktet svinglar, och familjen gräs. Inga underarter finns listade i Catalogue of Life.